# Есмонд (Північна Дакота)
Есмонд (англ. Esmond) — місто (англ. city) в США, в окрузі Бенсон штату Північна Дакота. Населення — 91 особа (2020).

## Географія
Есмонд розташований за координатами 48°2′0″ пн. ш. 99°45′54″ зх. д. / 48.03333° пн. ш. 99.76500° зх. д. (48.033257, -99.765092).  За даними Бюро перепису населення США в 2010 році місто мало площу 1,19 км², уся площа — суходіл.

## Демографія
Згідно з переписом 2010 року, у місті мешкало 100 осіб у 58 домогосподарствах у складі 26 родин. Густота населення становила 84 особи/км².  Було 106 помешкань (89/км²).
Расовий склад населення:
| - 99,0 % — білих - 1,0 % — корінних американців |

До двох чи більше рас належало 0,0 %. Частка іспаномовних становила 0,0 % від усіх жителів.
За віковим діапазоном населення розподілялося таким чином: 13,0 % — особи молодші 18 років, 47,0 % — особи у віці 18—64 років, 40,0 % — особи у віці 65 років та старші. Медіана віку мешканця становила 52,6 року. На 100 осіб жіночої статі у місті припадало 100,0 чоловіків;  на 100 жінок у віці від 18 років та старших — 107,1 чоловіків також старших 18 років.
Середній дохід на одне домашнє господарство  становив 115 631 долар США (медіана — 31 250), а середній дохід на одну сім'ю — 57 946 доларів (медіана — 31 786). За межею бідності перебувало 13,6 % осіб, у тому числі 0,0 % дітей у віці до 18 років та 10,9 % осіб у віці 65 років та старших.
Цивільне працевлаштоване населення становило 26 осіб. Основні галузі зайнятості: мистецтво, розваги та відпочинок — 30,8 %, транспорт — 26,9 %, освіта, охорона здоров'я та соціальна допомога — 19,2 %.